# 拉普埃夫拉-德拉瓦尔卡
拉普埃夫拉-德拉瓦尔卡（西班牙語：Lapuebla de Labarca）是西班牙巴斯克自治区阿拉瓦省的一个市镇。总面积6km²，总人口852人（2001年），人口密度142人/km²。